# Christian McGaffney
Christian McGaffney (Caracas, 8 de abril de 1989) é um ator venezuelano.

## Carreira
Começou a atuar em 2005 em Com Toda A Alma, série juvenil produzida por Laura Visconti e exibida no canal venezuelano Venevisión. Trabalhou em muitas telenovelas, como Voltea pa' que te apaixones; Torrente, um torbellino de paixões; Um esposo para Estela, Natalia do mar, As Bandidas e A virgen da rua.
Além disso, participou de várias obras de teatro, como Os Contos Mágicos do Sapateiro, Atos Indecentes: Os três julgamentos de Óscar Wilde, Toc-Toc e HIGH. Esta última representou a Venezuela no Festival Iberoamericano de Teatro em Bogotá 2012.
McGaffney protagonizou clipe da música "Mais Cerquita" da banda Famasloop, indicada ao Grammy Latinos 2013.
Protagonizou o curta-metragem de 2018 e o lomga-metragem de 2023 Simón, ambos dirigidos por Diego Vicentini.

## Vida pessoal
Em janeiro de 2020, McGaffney casou-se com a atriz e cantora venezuelana María Gabriela de Faría.[carece de fontes?]